# جوستين كلارك (مغنية)
جوستين كلارك (بالإنجليزية: Justine Clarke)‏ هي مغنية أسترالية، ولدت في 1 نوفمبر 1971 في سيدني في أستراليا.

## وصلات خارجية
- الموقع الرسمي
- جوستين كلارك على موقع IMDb (الإنجليزية)
- جوستين كلارك على موقع ميوزك برينز (الإنجليزية)
- جوستين كلارك على موقع أول ميوزيك (الإنجليزية)
- جوستين كلارك على موقع ديسكوغز (الإنجليزية)
- جوستين كلارك على موقع قاعدة بيانات الفيلم (الإنجليزية)